# Petola
Petola je nekaj milimetrov debela umetno gojena plast alg, bakterij, sadre in mineralov, ki preprečuje, da bi se sol mešala z morskim blatom na dnu kristalizacijskega bazena, deluje pa tudi kot filter. 

## Zgodovina gojenja petole v slovenskih solinah
- 14. stoletje: Začetek gojenja petole v kristalizacijskih bazenih solnih polj.
- Od 14. stoletja: Piranska sol je zelo cenjena zaradi čistosti in s tem bele barve, zato je pomembno trgovsko blago.
- Leto 1967: Opustitev pridobivanja soli v Fontaniggah, južnem območju Sečoveljskih solin. Konča se značilno poletnosezonsko bivanje v solinah.